# Atlee Mahorn
Atlee Anthony Mahorn (ur. 27 października 1965 w Clarendon) – kanadyjski lekkoatleta, sprinter. Dwukrotny medalista mistrzostw świata, trzykrotny medalista igrzysk Wspólnoty Narodów, medalista uniwersjady, trzykrotny olimpijczyk (Los Angeles, Seul, Barcelona).
Jest mężem Patriny Allen, również lekkoatletki i uczestniczki letnich igrzysk olimpijskich.

## Przebieg kariery
W wieku niespełna siedemnastu lat wystąpił w mistrzostwach panamerykańskich juniorów rozegranych w Barquisimeto, na których zdobył srebrny medal w konkurencji sztafety 4 × 100 m. Rok później wystartował w mistrzostwach świata, w ramach których uczestniczył w dwóch konkurencjach – w biegu na 200 m zajął w ćwierćfinale 5. pozycję a także był uczestnikiem sztafety 4 × 100 m, która została zdyskwalifikowana w eliminacjach. Startował na igrzyskach olimpijskich w Los Angeles, gdzie wystąpił wyłącznie w konkurencji biegu na 200 m i zajął w półfinale 5. pozycję z czasem 20,77.
W 1985 wywalczył srebrny medal uniwersjady w konkurencji biegu na 200 m, rok później zaś zgarnął trzy medale igrzysk Wspólnoty Narodów (złoty w biegu na 200 m i sztafecie 4 × 100 m oraz brązowy w sztafecie 4 × 400 m). Brał udział w mistrzostwach świata w Rzymie, ale nie osiągnął tu większych sukcesów.
W swym drugim występie na igrzyskach olimpijskich, który miał miejsce w Seulu, brał udział w dwóch konkurencjach. W konkurencji biegu na 200 m awansował do finału, w którym zajął 5. pozycję z czasem 20,39 a w konkurencji biegu sztafetowego 4 × 100 m on z kolegami z kadry również awansował do finału, w którym zajął 7. pozycję z rezultatem czasowym 38,93.
W 1991 był uczestnikiem mistrzostw świata, na których wywalczył brązowy medal w konkurencji biegu na 200 m oraz zajął 6. pozycję w półfinale biegu na 100 m i zajął 4. pozycję w eliminacjach rozgrywanych w ramach biegu sztafet 4 × 100 m. Rok później na igrzyskach w Barcelonie rywalizował w trzech konkurencjach – w biegu na 100 m zajął w ćwierćfinale 8. pozycję z czasem 10,77, w biegu na 200 m zajął w ćwierćfinale 4. pozycję z rezultatem czasowym 20,78, natomiast sztafeta 4 × 100 m z jego udziałem nie zdołała ukończyć półfinału. W 1993 został brązowym medalistą mistrzostw świata w konkurencji sztafety 4 × 100 m.

## Osiągnięcia
| Rok     | Zawody                               | Miasto       | Miejsce | Kategoria         | Wynik   |
| ------- | ------------------------------------ | ------------ | ------- | ----------------- | ------- |
| 1982    | Mistrzostwa panamerykańskie juniorów | Barquisimeto | 2.      | sztafeta 4 ×100 m | 40,24   |
| 1983    | Mistrzostwa świata                   | Helsinki     | 5. QF   | bieg na 200 m     | 21,13   |
| 1983    | Mistrzostwa świata                   | Helsinki     | DSQ     | sztafeta 4 ×100 m | N/A     |
| 1984    | Letnie igrzyska olimpijskie          | Los Angeles  | 5. SF   | bieg na 200 m     | 20,77   |
| 1985    | Uniwersjada                          | Kobe         | 5.      | bieg na 100 m     | 10,39   |
| 1985    | Uniwersjada                          | Kobe         | 2.      | bieg na 200 m     | 20,65   |
| 1985    | Uniwersjada                          | Kobe         | 2.      | sztafeta 4 ×100 m | 39,07   |
| 1986    | Igrzyska Wspólnoty Narodów           | Edynburg     | 1.      | bieg na 200 m     | 20,31   |
| 1986    | Igrzyska Wspólnoty Narodów           | Edynburg     | 1.      | sztafeta 4 ×100 m | 39,15   |
| 1986    | Igrzyska Wspólnoty Narodów           | Edynburg     | 3.      | sztafeta 4 ×400 m | 3:08,69 |
| 1987    | Mistrzostwa świata                   | Rzym         | 8.      | bieg na 200 m     | 20,78   |
| 1987    | Mistrzostwa świata                   | Rzym         | DSQ     | sztafeta 4 ×100 m | N/A     |
| 1988    | Letnie igrzyska olimpijskie          | Seul         | 5.      | bieg na 200 m     | 20,39   |
| 1988    | Letnie igrzyska olimpijskie          | Seul         | 7.      | sztafeta 4 ×100 m | 38,93   |
| 1991    | Mistrzostwa świata                   | Tokio        | 6. SF   | bieg na 100 m     | 10,18   |
| 1991    | Mistrzostwa świata                   | Tokio        | 3.      | bieg na 200 m     | 20,49   |
| 1991    | Mistrzostwa świata                   | Tokio        | 4. H    | sztafeta 4 ×100 m | 38,76   |
| 1992    | Letnie igrzyska olimpijskie          | Barcelona    | 8. QF   | bieg na 100 m     | 10,77   |
| 1992    | Letnie igrzyska olimpijskie          | Barcelona    | 4. QF   | bieg na 200 m     | 20,78   |
| 1992    | Letnie igrzyska olimpijskie          | Barcelona    | DNF SF  | sztafeta 4 ×100 m | N/A     |
| 1993    | Mistrzostwa świata                   | Stuttgart    | 5. SF   | bieg na 100 m     | 10,21   |
| 1993    | Mistrzostwa świata                   | Stuttgart    | 7. SF   | bieg na 200 m     | 20,80   |
| 1993    | Mistrzostwa świata                   | Stuttgart    | 3.      | sztafeta 4 ×100 m | 37,83   |
| 1994    | Puchar Świata                        | Londyn       | 4.      | sztafeta 4 ×100 m | 39,39   |
| Źródło: |                                      |              |         |                   |         |

## Rekordy życiowe
- bieg na 100 m – 10,16 (24 maja 1992, Bad Homburg)
- bieg na 200 m – 20,17 (26 sierpnia 1991, Tokio) – do 2014 rekord Kanady[10]
- bieg na 400 m – 45,62 (12 kwietnia 1986, Tempe)
- sztafeta 4 x 100 m – 37,83 (22 sierpnia 1993, Stuttgart)

Źródło: 